# Адвербіалізація
Адвербіаліза́ція (лат. adverbium — прислівник) — перехід будь-якої частини мови (переважно  іменника і прикметника) у прислівник, напр.: трудівник працює ранком (пор. — замилувався літнім ранком). Процес А. у слов. мовах збільшує кількість прислівників, розширюючи цим функцію обставинних слів у реченні.
Адвербіалізація — живий процес сучасної української мови, внаслідок цього часто не можна провести чіткої межі між прислівником і ін. частинами мови, що створює неминучі труднощі в правописі.